# Gombos Ferenc Albin
Gombos Ferenc Albin (eredetileg Gombos Ferenc, 1892-től 1895-ig Gombos Albin, később gyakran Gombos F. Albin) (Ambrózfalva, 1873. október 3. – Budapest, VI. kerület, 1938. december 25.) magyar történész, pedagógus, író, a Magyar Tudományos Akadémia rendes tagja. A középkori Magyar Királyság és Európa történetének kutatója, korabeli forrásainak feltérképezője volt, több jelentős forráskiadvány gondozása fűződik a nevéhez. Miklósy Ilona (1873–1958) színésznő, író férje.

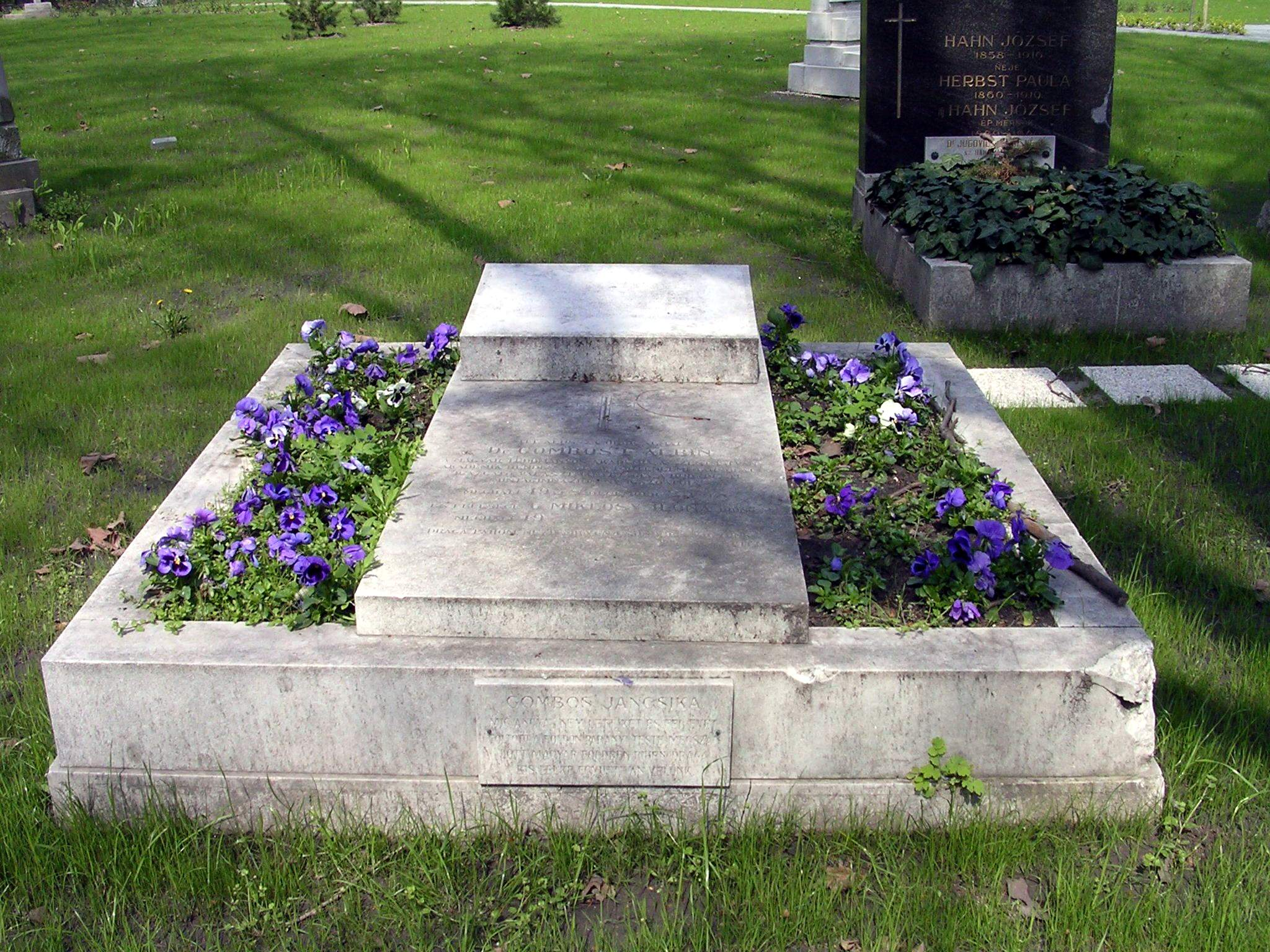
Sírja a Fiumei úti sírkertben

## Életútja
Gombos István és Szathmáry Magdolna fiaként született. Középiskolai tanulmányait Makón kezdte meg, majd 1889-től (az V. osztálytól) a Temesvári Piarista Gimnáziumba járt. A VI. osztály után, 1891-ben belépett a piarista rendbe. A noviciátusi évet 1891/1892-ben Vácott töltötte. Keresztnevét az egyszerű (ideiglenes) fogadalom letételekor, 1892. augusztus 28-án változtatta Ferencről Albinra. A gimnázium felső két osztályát szerzetesnövendékként a rend kecskeméti gimnáziumában végezte, ahol 1894-ben érettségizett. Ezt követően a piarista tanárképző intézet, a Kalazantinum hallgatójaként kezdte meg felsőfokú tanulmányait a kolozsvári Ferenc József Tudományegyetemen, de már az első félév végén, 1895. február 5-én kilépett a rendből.
1900-ban megszerezte történelem–földrajz szakos tanári és bölcsészdoktori oklevelét. 1898-tól a brassói főreáliskolában, 1906-tól a Budapesti VII. Kerületi Magyar Királyi Állami Főgimnáziumban, 1919-től 1934-es nyugdíjazásáig pedig a Budapesti Középiskolai Tanárképző Intézet gyakorlógimnáziumában volt középiskolai tanár.

## Munkássága
Tudományos pályája során elsősorban a középkori Magyarország és Európa történelmével foglalkozott, különösen jelentősek forráskiadványai és kresztomátiái. Lefordította Paulus Diaconusnak a longobárdokról a 8. század végén írt történeti művét (Historia gentis Langobardorum), munkatársaival magyarra ültette és magyarázó jegyzetekkel kiadta Liudprand 10. századi, valamint Freisingi Ottó 12. századi történeti krónikáit. Nevéhez fűződik a hazai középkorkutatás egyik legjelentősebb segédanyaga, az Árpád-korra vonatkozó forrásszövegek négykötetes – részint halála után megjelent – gyűjteménye. Teljesítményének értékére némi árnyékot vet a tény, hogy Rokay Péter történész 1985-ben a forrásgyűjtemény 2096. számú tételéről bebizonyította, azt maga Gombos koholta. Külön is foglalkozott a honfoglaló magyarság kalandozásaival, I. (Szent) István korának, valamint a Budai Nagy Antal-féle erdélyi parasztfelkelésnek a forrásaival.
1901 és 1914 között szerkesztésében jelentek meg az Athenaeum kiadónál a Középkori Krónikások című sorozat kötetei, 1937–1938-ban pedig a millenniumi Szent István-emlékkönyv szerkesztésében is részt vett mint a Szent István Emlékkönyvbizottság előadója. 1911–1912-ben a Századok című történelmi folyóirat szerkesztője volt.
Jelentős tevékenységet fejtett ki az ismeretterjesztés területén, 1909-től az Uránia Tudományos Társaságban tartott tudományos felolvasások kötetekbe gyűjtésének és szöveggondozásának történész szakszerkesztője volt. Somorjai Gombos, Serédy Kálmán és Lupi bácsi álneveken a magyar és a világtörténelem egyes korszakait áttekintő ismeretterjesztő füzeteket és kézikönyveket állított össze a tanulóifjúság számára, valamint ifjúsági regényeket és műmeséket is írt.
Az 1920-as évektől aktív tagja, tisztje volt a budapesti piarista gimnázium cserkészcsapatának (2. sz. B.K.G.), rendszeresen táborozott velük, és ilyenkor különösen „mesélő lócája” tette népszerűvé a fiúk között.
1938. december 25-én délután 3/4 3-kor hunyt el.

### Társasági tagságai és elismerései
1925-ben a Magyar Tudományos Akadémia levelező, 1937-ben rendes tagjává választották. 1936-ban a Szent István Akadémia rendes tagja lett, és választmányi tagként részt vett a Magyar Történelmi Társulat munkájában is.

## Főbb művei
- Az 1437-ik évi parasztlázadás története különös tekintettel a jobbágyi viszonyokra, s a huszitizmusnak hazánkban való elterjedésére. Kolozsvár. 1898. Online hozzáférés
- Paulus Diaconus: A longobardok története. Brassó. 1901 Online
- Liudprand történeti munkái. Budapest. 1908 (Gaal Lajossal és Jurkovich Emillel)
- Freisingi Ottó krónikája. Budapest. 1912 (Irsik Józseffel és Vajda Györggyel) Online
- Freisingi Ottó: I. Frigyes császár tettei. Budapest. 1913 Online
- A honfoglaló magyarok itáliai kalandozása (898–904). Budapest. 1927 (akadémiai székfoglalója)
- St. Étienne dans l’historiographie européenne du moyen âge. Budapest. 1937
- Catalogus fontium historiae Hungariae aevo ducum et regum ex stirpe Arpad descendentium ab anno Christi DCCC usque ad annum MCCXI I–IV. Budapest. 1937–1943

### Ismeretterjesztő kézikönyvei
- Lupi bácsi földrajzi ismereteket terjesztő elbeszélései a magyar ifjúság számára I–XV. Budapest. 1900–1905
- A magyar nemzet története I–XII. Budapest. 1909
- Az ókor története. Budapest. 1911
- A középkor története. Budapest. 1911
- Az újkor története 1492–1798. Budapest. 1911
- A legújabb kor története a francia forradalomtól napjainkig. Budapest. 1911
- Keresztes hadjáratok. Budapest. 1915
- A lovasság. Budapest. 1915
- Európa és a többi világrész főbb államainak politikai és gazdasági földrajza. Budapest. 1915
- Világtörténelem I. Budapest. 1917
- Szent László a lovagkirály Budapest. 1925
- Történelmi olvasókönyv. Budapest. 1926
- Magyarország története az amerikai magyarok számára. Budapest. 1928

### Ifjúsági művei
- A Robinsonok királya. Budapest. 1910
- Hájas Muki kalandjai. Érfalvi történetek. Budapest. 1912
- Hájas Muki mint Robinson Crusoe. Budapest. 1914. Online hozzáférés
- Hájas Muki a ládában. Tengeri kalandok. Budapest. ?
- Szent László piros rózsája: Legendás történetek az ifjúság részére. Budapest. 1924
- A grönlandi titok. Budapest. 1928
- Hóharmat: Székelyföldi regék és mesék. Budapest. 1930
- Bujdosó király. Budapest. 1935